# Toponimi celtici del Friuli-Venezia Giulia
L'elenco di abbreviazioni e segni convenzionali e la bibliografia si trovano in Toponimi celtici d'Italia.

## Gli idronimi
- Ambiesta (Cavazzo Carnico, UD). Friulano Ambiéste. Da C. C. Desinan viene associato [assieme al toponimo Ambis (Forni Avoltri, Ud)] alla voce tardo-gallica ambe ʿrivoʾ del Glossario di Vienna. Cfr. Ambria. Da non escludersi una derivazione dal gallico ambi- ʿintorno, sui due latiʾ (o ambio- ʿrecintoʾ).

- Cormôr (UD). Per G. Frau si tratta di un idronimo di probabile origine preromana, forse dalla base *kar- ʿpietra, sassoʾ, con un ampliamento di difficile individuazione (*mar- ʿfosso, paludeʾ?). Se di origine celtica, potrebbe essere un composto *coro-moro-: gallico coro- ʿchiusoʾ (cfr. Corgeno) + -moro-, -mora- (forse da māro- ʿgrandeʾ); cfr., tra gli altri, i nomi di persona Cuno-morus, Mora-vesus, Coro-mara, Coro-genus. Oppure, date le forme friulane Cormò, Carmò, Cormón, riportate ne Il Nuovo Pirona, andrebbe accostato ai nomi di persona gallici Carmo, Carmanos, e al toponimo Cormòns, che deriva forse dal gallico *carmon- ʿdonnola, ermellinoʾ. Attestato: Cormor (1286).

- Gleminéit, Rio (Gemona, UD). → Gemona.

- Maròn. Friulano Marón. Torrente affluente del Livenza. Per C. C. Desinan l'idronimo potrebbe voler dire ʿrio paludosoʾ, perché costituito forse di un secondo elemento gallico onno ʿruscello, torrenteʾ e, presumibilmente, di un primo elemento non indicato dal significato di ʿpaludeʾ, per il quale si veda alla voce Maròn [cfr. anche l'idronimo piemontese Marone (Bagnolo Piemonte, Cn)]. «Onno flumen» è una voce del Glossario di Vienna della cui celticità si dubita (P.-Y. Lambert). Può darsi che derivi dalla base *-unna ʿacquaʾ o sia tratto dal suffisso idronimico -on(n)a che si riconosce in alcuni nomi gallici di fiume (X. Delamarre); cfr., tra gli altri, Olona e Matrona > Marne.

- Meduna (PN). Di origine prelatina. Si è proposta una derivazione dal celtico latinizzato *Maidunum < *Magodunum ʿgrande roccaʾ (cfr. Duno) oppure dall'indoeuropeo (celtico?) *medhu- ʿmedianoʾ, cfr. Meduana flumen > Mayenne (G. B. Pellegrini). C. C. Desinan assegna a dunum il valore di ʿalturaʾ e interpreta Meduna come medioduna ʿin mezzo ai montiʾ. È preferibile ipotizzare un *Magi(o)-dunum ʿgrande fortezzaʾ oppure un *Mago-dunum ʿmercato fortificatoʾ, riferiti piuttosto al poleonimo Meduno. X. Delamarre invece collega ʺMedunaʺ al gallico ʺmeduʺ ʿidromeleʾ, ʿebbrezzaʾ, da cui deriverebbero anche il teonimo gallico ʺMedunaʺ e l'idronimo ʺMeduanaʺ (forse non si può escludere del tutto la possibilità che tali nomi risalgano all'indoeuropeo ʺ*med-ʺ ʿmoderare, misurareʾ, cfr. antico irlandese ʺmid-ʺ ʿgiudicare, stimareʾ). Attestazione: aqua Meduna (996). [II]

- Natisone. È stato in genere collegato al latino natare ʿscorrere, navigareʾ. A. Falileyev ritiene possibile una derivazione da *ĝnō-to- ʿconosciutoʾ; cfr. antico irlandese gnáth ʿabituale, usuale, familiareʾ, antico bretone gnot ʿabitualeʾ. Non risultano però casi simili di formazione idronimica. Per A. L. Prosdocimi il suffisso -is- farebbe pensare a un'origine venetica. Attestazioni: Natiso (Plinio, III, 126), Νατίσωνα ποταμόν (Natísōna potamón) (Strabone, V, 1, 8), Νατίσωνος ποταμοῦ (Natísōnos potamoû) (Tolomeo, III, 1, 22), Natissa amnis (Giordane, Get., 42), Natissam (900). [I]

- Serón (Palazzolo, UD). Nome di canale. Forse dal gallico *sīros ʿlungoʾ (C. C. Desinan), cfr. però Sirón.

- Sirón (Mortegliano, UD). C. C. Desinan ritiene possa derivare dal gallico *sīros ʿlungoʾ + il suffisso gallico -on- o la base onno (→ Maròn). Cfr. l'antico irlandese sir ʿlungo, durevoleʾ, bretone hir ʿlungoʾ, latino sērus ʿtardoʾ e i nomi di persona gallici Sirus, Sira, Siro. Potrebbe però risalire alla radice indoeuropea (forse dell'“europeo antico”) *ser- ʿscorrereʾ, alla base di altri idronimi quali Serio e Sirón (Vi), forse attraverso una forma non attestata *Serion(e), da cui proverrebbe *Siron(e).

- Tagliamento. Friulano Tajamènt, Tilimènt. → Tagliamento.

- Talm (Rigolato, UD). Oronimo che per C. C. Desinan potrebbe forse risalire al gallico talamun, in cui si sarebbe prodotto il dileguamento della -a- atona. → Talmassòns.

- Talmàs (Àttimis, UD). Nome di rio forse derivato dal nome di persona latino Talmasus, Talmasius. → Talmassòns.

- Talmassòn (Fontanafredda, PN). Rio tra Fontanafredda e Sacile. → Talmassòn.

- Timavo. Friulano Timâf. È l'idronimo latino Timāvus (delle fonti) e Temāvus (delle iscrizioni), derivato dalla radice preromana *tim-, *tem-, ʿacquaʾ o ʿmareʾ (G. Frau) oppure ʿstagno, pozzangheraʾ (C. C. Desinan) + suffisso idronimico -āuo-. F. Crevatin lo associa invece all'idronimo dace Timachus (attuale Timok) e alla radice indoeuropea *tem(ə)- ʿoscuritàʾ, che ha prodotto l'antico irlandese tem ʿoscuroʾ, il medio bretone teffal, l'antico gallese timuil ʿoscuroʾ (< brittonico *temēlo-). X. Delamarre cita un teonimo Temavus, che deriverebbe da *tēmo-uo- < *te(p)es-mu- ʿfervoreʾ [base gallica *tem-(-u, -us-)] < indoeuropeo *tep- ʿcaloreʾ; cfr. i nomi propri Temusa, Temusio (nome di dea, che però potrebbe risalire a *tem-es- ʿoscuroʾ). Ma A. L. Prosdocimi [(1988): p. 393] afferma categoricamente: «Confronti e assonanze sono incerti e comunque non spiegano niente». [I]

- Torre (UD, GO). Friulano Tôr, sloveno Ter. Secondo A. L. Prosdocimi, probabilmente da *Turris < *Turrios, da una radice *turr- che potrebbe essere celtica. Può trattarsi della base indoeuropea *tur-, *tŭro- ʿforte, gonfioʾ, gallico *turo-; cfr. i nomi di persona gallici Turos, Turus, Turicus, Turonus, gli etnonimi Turi (Turri in Plinio, III, 47), Turones, Nematuri, Cavaturines, l'idronimo Turia, Turium (oggi Turia e Guadalaviar), il poleonimo Turicum > Zürich (ʿZurigoʾ), e forse anche i nomi di persona Turrino (nome di vasaio), Turracia (Lusitania), Turrania (Germania Superiore). Attestazioni: Natiso cum Turro (Plinio, III, 126), Turrim (1275), in roga Turris (1278). [I]

- Varma (Barcis, UD). Torrente affluente del Cellina. → Varmo.

- Varmo. Latino Varămus (Plinio, III, 126). Potrebbe essere di origine celtica, da varo- ʿacqua, fiumeʾ< indoeuropeo *hueh1r- ʿacquaʾ; cfr. antico irlandese geir, gallese gwêr ʿsegoʾ (A. Falileyev). Oppure di origine prelatina (forse venetica) < indoeuropeo *uer- / *uor- / *ur- [*u̯r̥-] ʿacqua, fiumeʾ + suffisso idronimico -mo- (H. Krahe, G. Frau). Attestazioni: de Vuarm (1139), Varmo (1154). → Versa. [I]

- Venzonassa (UD). Torrente che attraversa Venzone. L'idronimo deriva dal nome di tale località; oppure da Venzone, inizialmente idronimo, prese nome anche il centro abitato, quindi il fiume divenne Venzonassa (C. Marcato). Attestazione: in Ripa Aque que dicitur Venzonasse (1278). [II]

## Gli oronimi
- Alpi Carniche. → Carnia.

- Dòbis (Tolmezzo, UD). Monte della Carnia. → Dòbis.

- Glemina, Monte (Gemona, UD). Friulano Glemìne. → Gemona.

- Moncolano (Contovello, Trieste). Nome di un colle [e castello] a nord di Trieste, citato in un documento del 1070.  Da mons Catalanus [analogamente a Monte Taiano (Slavnik, in Slovenia) < monte Catalano], dall'etnonimo Catali, nome di tribù celtica che viveva presso Trieste (F. Crevatin): a Pola ad Tergestis regionem Fecusses, Subocrini, Catali, Menoncaleni (Plinio, III, 133). Alla base di Catali può esserci un gallico *cata-, per catu- ʿbattagliaʾ o canto- ʿcentoʾ, da cui deriverebbero anche i nomi di persona Catal(os) , Catalus, Catacus. Quindi si possono ipotizzare un *cata-lo- variante di *catu-lo- ʿcombattenteʾ (cfr. Camalus, variante di Camulus), oppure un *cātalo- < *cantalo- < canto- (X. Delamarre). Moncolano però richiama piuttosto il nome dei Menoncaleni, che nella variante Menocaleni pare riflettere un composto celtico mēno- ʿdolce, gentileʾ + -cal-enus, cfr. i nomi di persona gallici Calenus, Calenius (dall'indoeuropeo *kal- ʿduroʾ o *kal- ʿbello, sanoʾ?). Attestazioni: castrum Montiscollani (1308), Moncolanum (1318-19) (cfr. SIRPAC[collegamento interrotto]). [I]

- Talm (Rigolato, UD). Oronimo che per C. C. Desinan potrebbe forse risalire al gallico talamun, in cui sarebbe avvenuto il dileguamento della -a- atona. → Talmassòns.

## I poleonimi

### Poleonimi localizzati
- Artegna (UD). Dal latino medievale Artenia: in Artenia castro (Paolo Diacono, IV, 37). A. Falileyev, pur sostenendo che il toponimo presumibilmente non sia celtico (cfr. l'Artenia d'Asia Minore [?]), rinvia ai nomi celtici[1] in artos ʿorsoʾ (< indoeuropeo *h2r̥tk̑os; cfr. antico irlandese art, gallese arth). C. C. Desinan propende per una derivazione da un nome di persona celtico art- ʿorsoʾ + suffisso -en- (> ʿuomo forte come un orsoʾ, ʿeroeʾ) + -ea. Vi sono poi altre due interpretazioni: dal nome di persona latino Artenius / Artemius, oppure — non plausibile sul piano geografico — dal latino ar(c) tus ʿstrettoʾ. Poco appropriati gli accostamenti (proposti da C. Marcato) ai toponimi Arta Terme (UD) [presumibilmente dal latino ar(c) tus[2]], Artena (Roma) [in area etrusca] e Artèn (Feltre, BL) [in area ad «influsso etruscoide»]. Attestazioni: Arthenea (1000 c.a), Retenia (1015). [II]

Si pensa anche ad una derivazione dal latino "Ara Thenae", cioè altare di Diana(tra le ipotesi più convincenti)
- Àttimis (UD). Di probabile origine preromana, forse celtica, dalla particella gallica at-, ati- ʿal di là, oltre, sopraʾ + *tim-, *tem- ʿacquaʾ o simili (G. B. Pellegrini, G. Frau; col significato di ʿoltre le pozzeʾ, per l'impaludarsi del torrente Malina, secondo C. C. Desinan). La radice *tim-, *tem- si ritroverebbe anche nell'idronimo Timavo, ma F. Crevatin pensa piuttosto all'indoeuropeo *tem(ə)- ʿoscuroʾ. Esistevano in effetti in gallico i prefissi ate-, at-, con valore di ʿripetizioneʾ (ʿri-ʾ) o ʿintensitàʾ (ʿmoltoʾ), e ad-, ʿversoʾ e, con gli aggettivi, ʿintensitàʾ. Si possono quindi congetturare delle forme di partenza (di possibile ambito celtico) *at-tem-es- o *ad-tem-es- ʿmolto scuroʾ; oppure *ad-tēno-/*ad-tēnes-, dal celtico *tēno- ʿcalore, fervoreʾ e ʿfuocoʾ, o anche *ad-tēmmo-, da *tēmmo- < *tēsmo- <*te(p)esmo- ʿcaldoʾ (tutte dalla radice indoeuropea *tep- ʿcaloreʾ). Cfr. il nome di persona gallico At-tienus (*ad-tēno-). Attestazioni: ad locum qui dicitur Attens (o Attems?) (1106), Wodolricus de Aten (1134), Odoricus de Attemis (1258). [II]

- Baracêt. Toponimo comune. → Barazzetto. [IV]

- Barazzetto (Coseano, Ud). Friulano Barazzêt. Per G. Frau si tratta di un collettivo in -etu- da baràz ʿrovo [...] ogni pianta selvatica spinosaʾ (Il Nuovo Pirona), dal gallico *barros. In realtà il gallico barros ʿtestaʾ, nei nomi di luogo pare avesse i significati di ʿaltura, cima, sommitàʾ: cfr. l'antico irlandese barr ʿsommità, cima, punta, estremitàʾ, il gallese, cornico bar e il bretone barr ʿsommitàʾ, e poleonimi francesi quali Bar-le-Duc e Bar-sur-Aube (X. Delamarre), ed inglesi quali Berkshire (anglosassone Bearrocscir). Pertanto, potrebbe essere all'origine di alcuni toponimi solo qualora vi fosse un riferimento ad una o qualche altura (un colle, ad esempio) presente in loco (cfr. Barro, Monte). Quindi bisogna forse pensare anche nel caso di Barazzetto di Coseano ad una derivazione da un generico tema prelatino *bar- ʿcespuglioʾ (o simile) o dalla voce prelatina *barros ʿsterpetoʾ proposta come etimo per vari toponimi da D. Olivieri. A meno che il gallico *barros non avesse veramente acquisito quel valore di ʿciuffo, estremità cespugliosaʾ indicato nel Romanisches Etymologisches Wörterbuch (REW 964) e in G. B. Pellegrini (1987): p. 184. [IV]

- Baredo. Toponimo comune. → Barêt. [IV]

- Baréit. Toponimo comune. → Barêt. [IV]

- Barêt. Toponimo comune. Collettivo in -etu- dal friulano bâr ʿcespuglioʾ [ʿcesto; cespoʾ] (G. Frau). → Barazzetto. [IV]

- Bressa (Ud). Toponimo forse di origine celtica, da associare a Brescia. Attestazione: in Bressa (1275). [II]

- Bróili (Friuli). «Toponimo comune» in Friuli, equivalente al friulano bróili ʿbrolo, verziere, poderetto annesso alla casaʾ. → Brolo. [IV]

- Buttrio (Ud). Va collegato a un termine preromano (cfr. greco bothros) dal significato ʿburrone, voragineʾ (G. Frau). → Budrio. Attestazioni: Butrium (1000 c.a), villa Budriach (1140), de Budrio (1188). [II]

- Cadunèa (Tolmezzo, UD). Friulano Ciadugnée. Di etimo incerto. Per C. C. Desinan va interpretato come un possibile *catu-dun-eia ʿcolle della battagliaʾ [gallico catu- ʿbattagliaʾ + -dūno- ʿfortezzaʾ, ʿmonteʾ + suffisso -eia], forse incrociato con la voce latina *catinellia, poiché «alle spalle del paesello si apre una vallecola a forma di catino». Attestato villa quedam de Caduneia (1249).

- Cazzaso (Tolmezzo, UD). Friulano Cjačâs. Toponimo fondiario in -ācus dal nome di persona Cat(t)ius (G. Frau), probabilmente di origine gallica (cfr. Cazzago S. Martino). Attestato Chaças in Carnea nel 1277. [III]

- Cedarchis (Arta Terme, UD). Friulano Cedarcis. Di incerta interpretazione. C. C. Desinan ipotizza un composto ceto ʿforestaʾ [gallico caito-, ceto- ʿboscoʾ] + arc ʿvallataʾ («infatti siamo allo sbocco di una valle»). Non risulta però alcuna base gallica *arc-. Attestato decimam del Cedarcha (1300).

- Chialminis (Nimis, UD). Friulano Cialminis. Secondo G. Frau, diminutivo in -inu dal forse gallico *calmis ʿcampo non coltivatoʾ o ʿcima pietrosa di monteʾ (dal celtico calmis ʿluogo non coltivatoʾ, per C. C. Desinan). Altri studiosi sostengono che calmis, termine attestato nel latino medievale (assieme a calmen, calma, calmus, calmas, tutti col significato di ʿaltura pianeggiante denudata, landaʾ o simile), sia preceltico o preromano (non sembra effettivamente aver riscontri nelle lingue celtiche). È però più probabile che Chialminis derivi dal nome di persona Calminius [come il toponimo francese Chaumigny (Nièvre)] o Calminus < *Calm-ino-, da una base gallica calm(i)- che va accostata all'antico irlandese calma ʿforte, valorosoʾ, al gallese celfydd ʿabileʾ, al bretone kalvez ʿcarpentiereʾ (brittonico *kalmíyo-). Cfr. anche i nomi di persona gallici Calmenus, Calmius, Calmeius, Calmeia, Calma. Attestazioni: de villa Calmines (1170), de Calminis (1282).

- Chialminis (Pagnacco, UD). → Chialminis.

- Chiamuzzacco (Artegna, UD). Friulano Ciamuzzâs. Prediale dal nome di persona *Cam(m)ucius (G. Frau). Può trattarsi di un antroponimo di origine celtica; cfr. i nomi di persona gallici Camus, Camius, da cami-, camu- < indoeuropeo *k̑emə- ʿaffaticarsiʾ; Camma, Cammius < cambo- ʿcurva, curvo, stortoʾ. Il cognome Camucio, Camucius è documentato in epoca medievale (in Friuli dal 1600). Attestato de Camuzacho nel 1322. [III]

- Chiarmacis (Teôr, UD). Friulano Ciarmacis. Secondo C. C. Desinan e G. Frau deriverebbe da calmis ʿterra incoltaʾ o simile (con il suffisso -aciu- e l'esito l > r). Si veda però quanto detto per Chialminis. Attestato in villa de Charmacis (1276).

- Cormons (GO). Forse da un etnonimo Cormones < gallico *carmon- ʿdonnola, ermellinoʾ, voce però priva di paralleli nelle lingue celtiche insulari. Cfr. i nomi di persona Carmo, Carmanos,  il poleonimo Carmona (Spagna), il retoromanzo karmún ʿdonnolaʾ (X. Delamarre, C. Marcato). Attestazioni: Cormones (Paolo Diacono, IV, 37), Carmonis ruralia (791), subtus Cromonis (963), Carmonum (1000 c.a), de Cormons (1084). [II]

- Cussignacco (UD). Friulano Cussignà. Dal nome di persona gallico Cossinius (Cossius, Cossillus < cossi-, cossu-), Cusinius (Cusa, Cussa, Cusius, Cusonius < cusi(o)- , cusa-) o Cussinius; cfr. Küssnacht (Svizzera) < *Cussiniacum.  Attestato Artuicus de Cussiniaco (1166). [III]

- Dòbia (Valvasone, PN). Riflette forse il gallico dubu-, dubi-, dob- ʿneroʾ (cfr. Dòbis), oppure lo sloveno dobja ʿquercetoʾ, da cui dovrebbe dipendere, tra gli altri, il toponimo Dòbbia di Staranzano, (Go) (G. Frau).

- Dòbis (Buia, UD). Forse si riconduce alla base gallica dubu-, dubi-, dob- ʿneroʾ, cui risalgono gli idronimi antichi Dubis (attuale Doubs) e *Dubīna  e i nomi di persona Dubius, Dubia, Dobunnus; cfr. Duìna.

- Drenòia (Vito d'Asio, PN). Di origine incerta. C. C. Desinan lo associa al gallico dru, dervo [dru-, deruo-] ʿquerciaʾ. Ma potrebbe anche essere accostato alla base dreno- del nome di persona Su-drenus, all'antico irlandese drenn ʿlite, disputa, combattimentoʾ e al medio gallese drynni ʿcombattimentoʾ (X. Delamarre).

- Drigna (Cimolais, PN). Di etimo incerto. Connesso da C. C. Desinan al gallico dru, dervo [dru-, deruo-] ʿquerciaʾ. Forse riflette invece un nome (gallico?) *Drinius, *Drinia, deducibile dal nome di persona Drinus, riportato da A. Holder.

- Drogna (Forni di Sotto, UD). Connesso da C. C. Desinan al gallico dru, dervo [dru-, deruo-] ʿquerciaʾ. In alternativa, va forse confrontato con il nome di persona gallico Dronius (*Drunius), dal gallico druno- > drono- ʿvigoroso, rapidoʾ (oppure con l'antico irlandese dron ʿfermo, solido, vigorosoʾ); cfr. l'idronimo antico Druna (attuali Drôme, Droune, Traun) e i nomi di persona Glan(o)-dronus, Glan(o)-druna (X. Delamarre).

- Drugna (Erto, PN). Connesso da C. C. Desinan al gallico dru, dervo [dru-, deruo-] ʿquerciaʾ. Forse si può associare al nome di persona gallico Dronius (*Drunius), cfr. Drogna.

- Dubies (Forni di Sopra, UD). Da accostare forse al gallico dubu-, dubi-, dob- ʿneroʾ e al toponimo Dòbis.

- Gemona (UD). Friulano Glemòne. Dall'indoeuropeo *glem- ʿcocuzzolo tondeggianteʾ (o simile) + suffisso -ōna, presente in altri poleonimi prelatini, oppure accrescitivo contrapposto al suffisso diminutivo -ina di Glemina); cfr. latino glomus ʿgnocco, gomitoloʾ (G. Frau, C. Marcato). Secondo C. Marcato, *glem- «probabilmente, ha riscontri anche nel celtico». In realtà, pare ne derivi nelle lingue celtiche solo la voce antico irlandese glomar ʿmuseruola, morsoʾ (irlandese glomhar), mentre risulterebbe un po' più produttiva la base affine *geleb(h)-, *glēb(h)-, *gleb(h)-: gallico galba ʿmolto grasso, obesoʾ, antico irlandese golb ʿventre, panciaʾ. Attestazioni: in Glemona castro (Paolo Diacono, IV, 37), massariciam in Glemona (1015). [II]

- Maròn (Brugnera, PN). Friulano Marón. Secondo C. C. Desinan significherebbe ʿrio paludosoʾ. Cfr. l'idronimo Maròn. Per G. Frau deriverebbe dal gallico marra ʿterreno paludosoʾ (o simile) + il suffisso accrescitivo -one. Da cfr. con Marone (Bs), dial. marù, ritenuto una formazione dal preromano *marra ʿmucchio di sassi, slavinaʾ + suffisso accrescitivo o collettivo -one (C. Marcato). Non risultano però in gallico (o in celtico) alcun termine *marra o derivati. Attestazioni: Marono (1199), de Marono (1322). [II]

- Medea (GO). Friul. Migèe < Midiea (1298) — con de > die e di > ǧ —, dal nome di persona latino Meteia (C. Marcato). Per G. B. Pellegrini e C. C. Desinan Meteia potrebbe essere celtico. Si ricaverebbe dall'etnonimo pagani Meteienses di un'iscrizione reperta non lontano dal colle di Medea, ma purtroppo perduta; potrebbe essere un nome di formazione locale con suffisso -eja [cfr., ad esempio, Aquileia > Aquilegia (928)], da una radice *met-, forse celtica, dal significato incerto, cui si sono accostati il toponimo Mettis (IV-V sec.)[3] > attuale Metz (Moselle) e il nome di persona gallico Mettius (G. B. Pellegrini). Si possono citare ancora i nomi di persona Metia, Metelos, Metellus (< indoeuropeo met- ʿmietereʾ?), Mettus, Mitto, Mitus, forse da *meto- < *mito-, cfr. l'antico irlandese mithich ʿopportunoʾ e meth ʿdéfaillance, mancanzaʾ (< *met-/*mett-). Attestazioni: curte nostra in Medegia (alias Medegis) (762), curtis de Medeia (888), Midea (1020-1040), de Medeis (1176), montem Medeiam  (1257). [I]

- Medeuzza (S. Giovanni al Natisone, UD). Friulano Midiuzze. Forse da Meteia + suffisso –uciu. → Medea. Attestazioni: de Midiuca (1338), de Mediuza (1360).

- Medùn (Cercivento, UD). → Meduno.

- Meduno (PN). Localmente midùn. In relazione con l'idronimo Meduna (è stata ipotizzata anche una formazione *Medio-dunum ʿfortezza di mezzoʾ; cfr. Duno). Attestato Medunum castrum nel 1136, de Midhuna (1146), de Meduno (1184). [II]

- Nimes (Raveo, UD). → Nimis.

- Nimis (UD). Nemas castrum in Paolo Diacono. Secondo G. B. Pellegrini si tratterebbe di un plurale in -as da una base gallica *nem-, *nema ʿrecinto, santuario, bosco sacroʾ. Bisogna piuttosto prendere in considerazione il tema nemo(s)- ʿcieloʾ (e i significati di ʿcelesteʾ, ʿsantoʾ, ʿsacroʾ...), derivato dall'indoeuropeo *nem- ʿcurvareʾ (da riferirsi alla volta del cielo) oppure da associare all'indoeuropeo *nebhes- ʿnubeʾ. Cfr. l'antico irlandese nem, il gallese nef, l'antico bretone nem ʿcieloʾ, il gallico nem-eto- ʿsantuarioʾ, i nomi di persona gallici Nemesii, Nemesius, Nemesia, Nimo, Nemonius, Nemuśus (stele di Zignago, Sp), il teonimo e toponimo Nemausus > Nîmes (Francia). Attestazioni: Nemas (Paolo Diacono, IV, 37 e attorno al 1000), Rodopertus de Nimes (1170), Erluinus de Nimecz (1210), Harluinus de Nemis (1234), Plebs de Nimis (1247). [II]

- Sberna ʿOntano e Crescioneʾ vedi Vernasso, Verna (G. Rohlfs)

- Talmagnón (Moimacco, UD). A parere di C. C. Desinan deriverebbe forse dal gallico talamun ʿterraʾ, con dileguamento della -a- atona. Talmassòns.

- Talmassòn (Brugnera, PN; Fontanafredda, PN). → Talmassòns.

- Talmassóns (Comegliàns, UD). → Talmassòns.

- Talmassòns (UD). Friulano Talmassóns. Secondo C. C. Desinan deriva forse dal gallico talamun ʿterraʾ [talu-, talamon- ʿfronte, superficieʾ (X. Delamarre)], con scomparsa della -a- atona. È però possibile tragga origine dal nome di persona latino Talmasius, Talmasus, + suffisso -one (denotante proprietà terriera) + -s (per analogia con i vari toponimi friulani in -s); o, meno verosimilmente, dal latino mansione ʿcasa rusticaʾ, con articolo preposizionale in-t-al premesso (G. Frau, C. Marcato). Nel XII-XIII secolo è poi documentato il nome di persona Talamaso a Padova (prima del 1181) e a Bologna (1261). Secondo D. Olivieri potrebbe essere una forma raccorciata (ipocoristico) di Bartolomaso/Bortolomaso, variante di Bartolomeo [Bartolomaso potrebbe essere nome composto di Bartolo + Maso (ipocoristico di Tommaso)]. Si può confrontare anche con il toponimo Tarmassia (Isola della Scala, VR), Talamasia in documenti del 1122, 1150 c.a. e 1184. Attestazioni: usque ad Talmasones (1174), Talmassons (1278). [II]

- Tarvisio (UD). Dal gallico taruo-/tauro- ‘toro’ (o prelatino *taur- ‘montagna’) + suffisso -is-io-, cfr. antico irlandese tarb, gallese tarw ‘toro’. Secondo G. B. Pellegrini nulla esclude che taruo- e -isio- possano essere venetici. Attestazioni: aqua que dicitur La Tarvisa (1399), Travisia (1447). → Treviso. [II]

- Tàusia (Treppo Carnico, UD). Friulano Tàuscie. Attestazioni riportate in A. di Prampero (1882), p. 195: 1275 - Domini de Cuchanea in Carnea habent villam de Tavase (Tausie) [...] duas massaritias in Tausia. «Di origine oscura» (G. Frau). Tausia potrebbe riflettere un *Tavusia o *Tavosia, ma corrisponde anche, almeno in apparenza, al nome di persona gallico Tausia, femminile. Questo deriva da < tauso- ʿsilenzioso, tranquilloʾ (< indoeuropeo *taus-), conservandone però — come i maschili Tausius, Tauso — la s intervocalica, diversamente da nomi quali Tavus, Tavenus, Tavanus, Tavonius, Tavia (oggi Taggia), a base tauo- < *tau(s)o-. La forma Tavase fa pensare invece a un originario *Tavasa, *Tavasia, ma può dipendere da un errore di lettura o di trascrizione.

- Tésis (Vivaro, PN). Dal friulano tése [ʿtesa, boschetto artificiale per tendervi lacci o paniuzze agli uccellettiʾ (Il Nuovo Pirona)], che corrisponde all'italiano tesa, femminile sostantivato di teso, participio del verbo tendere. G. Frau invece lo unisce alle voci friulane (tiéze, tiesa, tiese, tésa...) che derivano dal gallico *tegia ʿcapannaʾ; cfr. Tiezzo e Tezze sul Brenta. Attestazioni: apud Tesam (1186), de Tesis (1321).

- Tiezzo (Azzano Decimo, PN). Probabilmente da connettere al friulano tiéze ʿtettoia, costruzione rustica bassaʾ (Il Nuovo Pirona) — dal gallico *tegia ʿcapannaʾ — che G. Frau confonde con la voce tése ʿtesaʾ. → Tésis e Tezze sul Brenta. Attestato de Tetio (1403). [IV]

- Timàu (Paluzza, UD). Friulano Tamàu. Vien ricondotto da G. Frau e C. C. Desinan all'idronimo Timavo e quindi all'ipotizzata radice preromana *tim-, *tem-. Attestazioni: Thomai (1284), in villa de Thamau de Carnea (1366). [II]

- Travèsio (PN). Friulano Travês. Forse dal latino intra vias ʿtra le stradeʾ (G. Frau). Oppure da *Tarvèsio < *Tarv-is-io- [con metatesi causata dalla r e con i breve > e nel suffisso -is-], dal gallico (o venetico?) taruo- (→ Tarvisio); o anche da treba ʿl'abitare, l'insediarsiʾ [ovvero il gallico treb- ʿabitazioneʾ; cfr. l'antico irlandese treb ʿabitazioneʾ, l'antico bretone treb ʿluogo abitatoʾ]. (C. C. Desinan). Attestazioni: de Treveis (1174), de Travegias (1186), de Traveis (1196). [II]

- Travòis (Andrèis, PN). Forse da treba ʿl'abitare, l'insediarsiʾ [gallico treb- ʿabitazioneʾ] (C. C. Desinan). → Travèsio.

- Trèbil (Cividale, UD). Etimo incerto. Forse da treba ʿl'abitare, l'insediarsiʾ [gallico treb- ʿabitazioneʾ; cfr. l'antico irlandese treb ʿabitazioneʾ, l'antico bretone treb ʿluogo abitatoʾ] (C. C. Desinan).

- Turriaco (GO). Dial. (bisiaco) Turiàc; sloveno Turjak. Attestato in Turiaco nel 1267. Prediale in -acus dall'antroponimo latino Turrius, Thorius o Turius (G. Frau). Turius è di probabile origine gallica (forse dall'indoeuropeo *tŭro- ʿforteʾ), cfr. i nomi di persona gallici Turos, Turus, Turicus, Turonus ecc. Maurizio Puntin (cfr. Toponomastica storica del Territorio di Monfalcone e del comune moderno di Sagrado - Gradisca d'Isonzo, Gradisca d'Isonzo, Centro Gasparini, 2003) lo ritiene di origine slava, dalla voce tur ʿuroʾ (Bos taurus primigenius), antico slavo ecclesiastico turŭ ʿuroʾ, sloveno tȗr (serbo, croato, polacco tur ʿuroʾ e ʿbisonteʾ), + il suffisso -ak. Turriaco, sloveno Turjak (presumibilmente pronunciato [tur-'ak]), bisiaco Turiàc, potrebbe dunque significare ʿluogo dei bisontiʾ, forse perché nel Medioevo, nella zona di Turriaco, gruppi di slavi cacciavano bisonti. In Slovenia, nella Carniola, si trova un'altra località denominata Turjak, famosa per il suo castello (Grad Turjak, Schloss Auersperg in tedesco), il cui nome viene pure fatto derivare dallo slavo tur ʿuroʾ, ma potrebbe invece dipendere dal cognome dei fondatori del castello, gli Ursberg o Auersperg, in sloveno Turjaški (cfr. Castello di Turjak e Auersperg). È d'altra parte verosimile che la forma slovena di Turriaco derivi dal prediale latino *Turiacum, così come Beljak, nome sloveno di Villach (italiano Villaco), risale presumibilmente a un prediale celto-romano *Biliacum < *Biliakom, dal nome di persona gallico Bilius, Billius (cfr. Biliera e (DE)  H. D. Pohl). [III]

- Udine. Pronuncia locale: údin. Weiden in tedesco, Videm in sloveno. Toponimo preromano, per il quale G. Frau ipotizza una formazione dalla radice *oudh- / *udh- ʿmammellaʾ > ʿcolleʾ, seguita da un suffisso «non del tutto chiaro». Attestazioni: Udina (983). [II]

- Varmo (UD). → Varmo.

- Vendasio (Tricesimo, UD). Localmente: vendâs. Dal nome di persona gallico *Vindos, Vindus (< vindos ʿbiancoʾ) + suffisso prediale -asio [forma italianizzata del suffisso di origine gallo-carnica -acco > friulano -âs (G. Frau)], o suffisso prediale -ācum [nella forma -aci (locativo) o -acis (ablativo plurale)]: Vendàs < *Vindaci o *Vindacis. Attestazione: de Vendas (1341). [III]

- Vendoglio (Treppo Grande, UD). Pronuncia locale: vendòi. Presumibilmente dal gallico latinizzato *vindòialum < gallico vindo- ʿbiancoʾ +  -ialon ʿluogo dissodato, raduraʾ, poi ʿluogo, villaggioʾ, nel gallico tardo. Cfr. i toponimi francesi Vendeuil, Vandeuil (Marne, Aisne, Oise) e il gallese ial ʿraduraʾ. Per D. Olivieri, invece, dal basso latino venda ʿvendita o taglio di bosco ceduoʾ. Attestazioni: de Vendoio (1146), de Vendoy (1201). [II]

- Vendoy (Varmo, UD). Attestato: in Vendoio (1229). → Vendoglio. [II]

- Venzone (UD). Friulano Venzòn. Per G. B. Pellegrini, da un possibile gallico *ab-inko- [o *ab-into- (C. Marcato)] < indoeuropeo *ab- / *ap- ʿacqua, fiumeʾ; cfr. Aquincum (<*akʷa) ʿBudapestʾ. Secondo altri (C. Marcato, G. Frau) le radici *ab- / *ap- (e *av-) sarebbero prelatine. Frau individua inoltre un suffisso -nt- seguito dall'accrescitivo -one. Attestazioni: Clausas de Abincione (923), de Aventione (1001). → Venzonassa e Avenza. [II]

- Vergnacco (Reana del Rojale). Friulano Vergnà. Prediale in -acco < -acum, dal nome di persona celtico Vernius < uerno-, uerna ʿontanoʾ. Attestato: de Verniaco (1234). [III]

- Vernassino, Costa di (S. Pietro al Natisone, UD). Friulano Cuéste di Vernassìn. Vernassino è diminutivo di Vernasso. Attestato Massarii de Verniscin (1269).

- Vernasso (S. Pietro al Natisone, UD). Friulano Vernâs. Probabilmente dal celtico uerna ʿontanoʾ, con la parte finale -âs, -asso dovuta a reinterpretazione etimologica popolare costruita sulla voce latina hibernaceus ʿ(luogo) dove si svernaʾ (C. C. Desinan). O da un prediale latino *Vernācum < nome di persona Vernus (→ Vernate); la terminazione prediale friulana -âs [forse dal locativo latino -aci (C. Salvioni) o dall'ablativo plurale -acis] sarebbe stata italianizzata in -asso, come nel toponimo Ovedàs, italiano Ovedàsso (Moggio Udinese), Obdas (1136), Avedasio (1303), Avedasso (1330). Cfr. anche Vendàsio. Attestazione: in tavella sub Vernas (1200). [II/III]

### Poleonimi di localizzazione difficile o approssimata
- Avesica (Ts). Latino Avesĭca. Stazione stradale romana indicata nell'Itinerario Antonino (273, 2) presso Trieste; L. Bosio l'ha identificata nell'attuale località di Col (Monrupino, Ts), mentre in precedenza la si faceva corrispondere a Prosecco. Nome di possibile origine celtica, da confrontarsi con i toponimi gallici *Avesiācus > (de Avesiaco nel 1100) Avezé e Avesa (643) > Avoise (Sarthe).

- Larice (Ud). Mansio dell'Itinerario Antonino (276, 3), localizzata da G. Bosio a Campolaro, borgo di Chiusaforte. Si può ipotizzarne la celticità del toponimo, che per A. Falileyev deriverebbe dalla base lāro- ʿpiana, suoloʾ < indoeuropeo *plāro- < *pelh2- ʿlargo, pianoʾ; cfr. Lario. [I]

- Pucinum (Ts). Stazione romana che per L. Bosio sorgeva nel luogo dell'attuale castello di Duino (altri la identificano in Prosecco).  Il nome potrebbe derivare da *puk̑o- ʿpinoʾ < indoeuropeo *peuk̑-, *puk̑- ʿpungereʾ; cfr. antico irlandese ochtach (<*puk̑tākā), greco peúkē ʿpinoʾ (F. Crevatin). Attestazioni: castellum nobile vino Pucinum (Plinio, III, 127), Πούκινον (Poúkinon) (Tolomeo, III, 1, 24. [I]).

- Segesta (Ud). Antico centro della Carnia ricordato da Plinio tra le città scomparse della Venetia: interiere [...] ex [...] Carnis Segesta et Ocra (Plinio, III, 131). Il poleonimo pare di origine indeuropea (celtica? venetica?), dalla radice *seĝh- ʿvincereʾ + suffisso es-ta. Potrebbe corrispondere a Sezza, frazione di Zuglio (M. Mirabella Roberti, G. Frau): da Segesta, la caduta di -g- e lo scambio gallico -st- > -ts- avrebbero prodotto come esito Sezza. Esprime contrarietà a tale identificazione C. C. Desinan, per ragioni di natura geografica. Secondo G. B. Pellegrini, poi, non si può escludere del tutto una derivazione dal latino tardo setia (cfr. l'italiano antico sezzo ʿultimoʾ, da setius). [I]

## I coronimi
- Carnia (Ud). Coronimo derivato dall'etnonimo latino Carnius, da cui il significato di ʿPaese abitato dai Carniʾ. Carni si fa risalire a una base prelatina *kar- ʿroccia, pietraʾ (la stessa di Carso). Però potrebbe essere celtico: andrebbe connesso a *kar-no-, acquisendo così il significato ʿi duriʾ (P. Anreiter); oppure a carno- ʿpicco, tumulo, cairnʾ (di origine preindeuropea?), cfr. antico irlandese e gallese carn ʿmucchio di pietreʾ (A. Falileyev); o ancora al gallico *carnon ʿcornoʾ, quindi col valore de ʿI Cornutiʾ (X. Delamarre). Attestazioni: Κάρνοι (Kárnoi) (Strabone, IV, 6, 9; V, 1, 8), Carnorum (Tito Livio, XLIII, 5, 3), Carni (Plinio, III, 38); de monte in Carnia (762). [I]

## Altri toponimi
- Beligna (Ud). «Vasta pianura a sud di Aquileia»[4] e porta delle mura medievali: iuxta portam Beligna (XIII sec.). Dal nome del dio gallico Belenus / Belinus (o dal nome di persona Belinus) < gallico belo-, bello- ʿforte, potenteʾ.  Attestazioni: de Belinia (1155 e 1186). [II]

- Gorto, Canale e Pieve di (Ud). Dal gallico *gorto- ‘recinto, luogo chiuso’; cfr. antico irlandese gort ‘campo’, gallese garth ‘campo, recinto’, lombardo gorz ‘siepe, cespuglio’.  Attestazioni: Gortum (attorno al 1000), plebem de Corto (1091). [II]